# Kina i olympiska sommarspelen 2020
Kina deltog i de olympiska sommarspelen 2020 i Tokyo, vilka blev uppskjutna till sommaren 2021. Den totalt 777 personer starka delegationen bestående av idrottare, coacher och funktionärer var den näst största delegationen Kina någonsin haft med i ett olympiskt spel, den största var på hemmaplan i Peking 2008. Truppen innehöll 431 idrottare, inklusive reserver, och inkluderade bland annat 138 tidigare tävlande i olympiska sommarspelen varav 131 från OS i Rio de Janeiro 2016. Den yngsta medlemmen i truppen var den 14-åriga simhopparen Quan Hongchan och den äldsta var den 52-åriga ryttaren, Li Zhenqiang. Kina deltog i alla sporter utom baseboll, softboll, handboll och surfing.

## Medaljer
| Medalj | Namn                                                                                        | Sport         | Gren                             |
| ------ | ------------------------------------------------------------------------------------------- | ------------- | -------------------------------- |
| 1      | Chen Yufei                                                                                  | Badminton     | Damsingel                        |
| 1      | Wang Yilyu Huang Dongping                                                                   | Badminton     | Mixeddubbel                      |
| 1      | Chen Meng                                                                                   | Bordtennis    | Damsingel                        |
| 1      | Chen Meng Sun Yingsha Wang Manyu                                                            | Bordtennis    | Damlag                           |
| 1      | Ma Long                                                                                     | Bordtennis    | Herrsingel                       |
| 1      | Fan Zhendong Ma Long Xu Xin                                                                 | Bordtennis    | Herrlag                          |
| 1      | Bao Shanju Zhong Tianshi                                                                    | Cykling       | Damernas lagsprint               |
| 1      | Gong Lijiao                                                                                 | Friidrott     | Damernas kulstötning             |
| 1      | Liu Shiying                                                                                 | Friidrott     | Damernas spjutkastning           |
| 1      | Sun Yiwen                                                                                   | Fäktning      | Damernas värja                   |
| 1      | Guan Chenchen                                                                               | Gymnastik     | Damernas bom                     |
| 1      | Zhu Xueying                                                                                 | Gymnastik     | Damernas trampolin               |
| 1      | Zou Jingyuan                                                                                | Gymnastik     | Herrarnas barr                   |
| 1      | Liu Yang                                                                                    | Gymnastik     | Herrarnas ringar                 |
| 1      | Sun Mengya Xu Shixiao                                                                       | Kanotsport    | Damernas C-2 500 m               |
| 1      | Chen Yunxia Cui Xiaotong Lü Yang Zhang Ling                                                 | Rodd          | Damernas scullerfyra             |
| 1      | Lu Yunxiu                                                                                   | Segling       | Damernas RS:X                    |
| 1      | Shi Tingmao                                                                                 | Simhopp       | Damernas svikthopp               |
| 1      | Quan Hongchan                                                                               | Simhopp       | Damernas höga hopp               |
| 1      | Shi Tingmao Wang Han                                                                        | Simhopp       | Damernas parhoppning 3m          |
| 1      | Chen Yuxi Zhang Jiaqi                                                                       | Simhopp       | Damernas parhoppning 10m         |
| 1      | Xie Siyi                                                                                    | Simhopp       | Herrarnas svikthopp              |
| 1      | Cao Yuan                                                                                    | Simhopp       | Herrarnas höga hopp              |
| 1      | Wang Zongyuan Xie Siyi                                                                      | Simhopp       | Herrarnas parhoppning 3m         |
| 1      | Zhang Yufei                                                                                 | Simning       | Damernas 200 m fjärilsim         |
| 1      | Yang Junxuan Tang Muhan Zhang Yufei Li Bingjie Dong Jie Zhang Yifan                         | Simning       | Damernas 4 × 200 m frisim        |
| 1      | Wang Shun                                                                                   | Simning       | Herrarnas 200 m medley           |
| 1      | Yang Qian                                                                                   | Skytte        | Damernas 10 m luftgevär          |
| 1      | Zhang Changhong                                                                             | Skytte        | Herrarnas 50m gevär 3 positioner |
| 1      | Jiang Ranxin Pang Wei                                                                       | Skytte        | Mixedlag i luftpistol            |
| 1      | Yang Qian Yang Haoran                                                                       | Skytte        | Mixedlag i luftgevär             |
| 1      | Hou Zhihui                                                                                  | Tyngdlyftning | Damernas 49 kg                   |
| 1      | Wang Zhouyu                                                                                 | Tyngdlyftning | Damernas 87 kg                   |
| 1      | Li Wenwen                                                                                   | Tyngdlyftning | Damernas +87 kg                  |
| 1      | Li Fabin                                                                                    | Tyngdlyftning | Herrarnas 61 kg                  |
| 1      | Chen Lijun                                                                                  | Tyngdlyftning | Herrarnas 67 kg                  |
| 1      | Shi Zhiyong                                                                                 | Tyngdlyftning | Herrarnas 73 kg                  |
| 1      | Lü Xiaojun                                                                                  | Tyngdlyftning | Herrarnas 81 kg                  |
| 2      | Chen Qingchen Jia Yifan                                                                     | Badminton     | Damdubbel                        |
| 2      | Li Junhui Liu Yuchen                                                                        | Badminton     | Herrdubbel                       |
| 2      | Chen Long                                                                                   | Badminton     | Herrsingel                       |
| 2      | Zheng Siwei Huang Yaqiong                                                                   | Badminton     | Mixeddubbel                      |
| 2      | Sun Yingsha                                                                                 | Bordtennis    | Damsingel                        |
| 2      | Fan Zhendong                                                                                | Bordtennis    | Herrsingel                       |
| 2      | Xu Xin Liu Shiwen                                                                           | Bordtennis    | Mixeddubbel                      |
| 2      | Gu Hong                                                                                     | Boxning       | Damernas weltervikt              |
| 2      | Li Qian                                                                                     | Boxning       | Damernas mellanvikt              |
| 2      | Sun Yanan                                                                                   | Brottning     | Damernas 50 kg fristil           |
| 2      | Pang Qianyu                                                                                 | Brottning     | Damernas 53 kg fristil           |
| 2      | Wang Zheng                                                                                  | Friidrott     | Damernas släggkastning           |
| 2      | Zhu Yaming                                                                                  | Friidrott     | Herrarnas tresteg                |
| 2      | Tang Xijing                                                                                 | Gymnastik     | Damernas bom                     |
| 2      | Liu Lingling                                                                                | Gymnastik     | Damernas trampolin               |
| 2      | Xiao Ruoteng                                                                                | Gymnastik     | Herrarnas mångkamp               |
| 2      | You Hao                                                                                     | Gymnastik     | Herrarnas ringar                 |
| 2      | Dong Dong                                                                                   | Gymnastik     | Herrarnas trampolin              |
| 2      | Liu Hao                                                                                     | Kanotsport    | Herrarnas C-1 1000 m             |
| 2      | Liu Hao Zheng Pengfei                                                                       | Kanotsport    | Herrarnas C-2 1000 m             |
| 2      | Yin Xiaoyan                                                                                 | Karate        | Damernas -61 kg                  |
| 2      | Huang Xuechen Sun Wenyan                                                                    | Konstsim      | Duett                            |
| 2      | Feng Yu Guo Li Huang Xuechen Liang Xinping Sun Wenyan Wang Qianyi Xiao Yanning Yin Chengxin | Konstsim      | Lag                              |
| 2      | Wang Han                                                                                    | Simhopp       | Damernas svikthopp               |
| 2      | Chen Yuxi                                                                                   | Simhopp       | Damernas höga hopp               |
| 2      | Wang Zongyuan                                                                               | Simhopp       | Herrarnas svikthopp              |
| 2      | Yang Jian                                                                                   | Simhopp       | Herrarnas höga hopp              |
| 2      | Cao Yuan Chen Aisen                                                                         | Simhopp       | Herrarnas parhoppning 10m        |
| 2      | Zhang Yufei                                                                                 | Simning       | Damernas 100 m fjärilsim         |
| 2      | Xu Jiayu Yan Zibei Yang Junxuan Zhang Yufei                                                 | Simning       | 4 × 100 m mixed medley           |
| 2      | Sheng Lihao                                                                                 | Skytte        | Herrarnas 10 m luftgevär         |
| 2      | Liao Qiuyun                                                                                 | Tyngdlyftning | Damernas 55 kg                   |
| 3      | Wan Jiyuan Wang Lili Yang Shuyu Zhang Zhiting                                               | Basket        | Damernas 3x3                     |
| 3      | Zhou Qian                                                                                   | Brottning     | Damernas 76 kg fristil           |
| 3      | Walihan Sailike                                                                             | Brottning     | Herrarnas 60 kg grekisk-romersk  |
| 3      | Liu Hong                                                                                    | Friidrott     | Damernas 20 km gång              |
| 3      | Xiao Ruoteng                                                                                | Gymnastik     | Herrarnas fristående             |
| 3      | Lin Chaopan Sun Wei Xiao Ruoteng Zou Jingyuan                                               | Gymnastik     | Herrarnas lagmångkamp            |
| 3      | Gong Li                                                                                     | Karate        | Damernas +61 kg                  |
| 3      | Guo Linlin Ju Rui Li Jingjing Miao Tian Wang Zifeng Wang Yuwei Xu Fei Zhang Min             | Rodd          | Damernas åtta                    |
| 3      | Liu Zhiyu Zhang Liang                                                                       | Rodd          | Herrarnas dubbelsculler          |
| 3      | Bi Kun                                                                                      | Segling       | Herrarnas RS:X                   |
| 3      | Li Bingjie                                                                                  | Simning       | Damernas 400 m frisim            |
| 3      | Jiang Ranxin                                                                                | Skytte        | Damernas 10 m luftpistol         |
| 3      | Xiao Jiaruixuan                                                                             | Skytte        | Damernas 25 m pistol             |
| 3      | Wei Meng                                                                                    | Skytte        | Damernas skeet                   |
| 3      | Yang Haoran                                                                                 | Skytte        | Herrarnas 10 m luftgevär         |
| 3      | Pang Wei                                                                                    | Skytte        | Herrarnas 10 m luftpistol        |
| 3      | Li Yuehong                                                                                  | Skytte        | Herrarnas 25 m snabbpistol       |
| 3      | Zhao Shuai                                                                                  | Taekwondo     | Herrarnas 68 kg                  |

## Basket

### 5x5
Kinas damlandslag i basket kvalificerade sig genom de olympiska kvalturneringarna 2020.
Laguppställning
Gruppspel
| Nr | Lag         | S | V | O | F | PF  | PM  | PS   | P |
| -- | ----------- | - | - | - | - | --- | --- | ---- | - |
| 1  | Kina        | 3 | 3 | 0 | 0 | 247 | 191 | +56  | 6 |
| 2  | Belgien     | 3 | 2 | 0 | 1 | 234 | 196 | +38  | 5 |
| 3  | Australien  | 3 | 1 | 0 | 2 | 240 | 230 | +10  | 4 |
| 4  | Puerto Rico | 3 | 0 | 0 | 3 | 176 | 280 | −104 | 3 |

| 12 | 27 juli 2021, 21:00 UTC+9 | Puerto Rico | 55 – 97 | Kina | Saitama Super Arena, Saitama |  |
|    |                           |             | Rapport |      |                              |  |
|    |                           |             |         |      |                              |  |
|    |                           |             |         |      |                              |  |

| 24 | 30 juli 2021, 21:00 UTC+9 | Kina | 76 – 74 | Australien | Saitama Super Arena, Saitama |  |
|    |                           |      | Rapport |            |                              |  |
|    |                           |      |         |            |                              |  |
|    |                           |      |         |            |                              |  |

| 35 | 2 augusti 2021, 17:20 UTC+9 | Kina | 74 – 62 | Belgien | Saitama Super Arena, Saitama |  |
|    |                             |      | Rapport |         |                              |  |
|    |                             |      |         |         |                              |  |
|    |                             |      |         |         |                              |  |

Kvartsfinal
| 41 | 4 augusti 2021, 10:00 UTC+9 | Kina | 70 – 77 | Serbien | Saitama Super Arena, Saitama |  |
|    |                             |      | Rapport |         |                              |  |
|    |                             |      |         |         |                              |  |
|    |                             |      |         |         |                              |  |

### 3x3
De båda kinesiska landslagen i 3x3 kvalificerade sig genom sin plats på FIBA:s världsranking.

#### Damer
Gruppspel
| Nr | Lag       | S | V | O | F | PF  | PM  | PS  | P  |
| -- | --------- | - | - | - | - | --- | --- | --- | -- |
| 1  | USA       | 7 | 6 | 0 | 1 | 136 | 98  | +38 | 12 |
| 2  | ROC       | 7 | 5 | 0 | 2 | 129 | 90  | +39 | 10 |
| 3  | Kina      | 7 | 5 | 0 | 2 | 127 | 97  | +30 | 10 |
| 4  | Japan     | 7 | 5 | 0 | 2 | 130 | 97  | +33 | 10 |
| 5  | Frankrike | 7 | 4 | 0 | 3 | 118 | 116 | +2  | 8  |
| 6  | Italien   | 7 | 2 | 0 | 5 | 98  | 125 | −27 | 4  |
| 7  | Rumänien  | 7 | 1 | 0 | 6 | 89  | 142 | −53 | 2  |
| 8  | Mongoliet | 7 | 0 | 0 | 7 | 79  | 141 | −62 | 0  |

| 2 | 24 juli 2021, 10:40 UTC+9 | Kina          | 21 – 10 | Rumänien | Aomi Urban Sports Park, Tokyo                               |                                                             |
|   |                           | Wan J, Yang 6 | Rapport | Cuic 4   | Domare: Marek Maliszewski, Polen Vanessa Devlin, Australien | Domare: Marek Maliszewski, Polen Vanessa Devlin, Australien |
|   |                           |               |         |          | Domare: Marek Maliszewski, Polen Vanessa Devlin, Australien | Domare: Marek Maliszewski, Polen Vanessa Devlin, Australien |
|   |                           |               |         |          | Domare: Marek Maliszewski, Polen Vanessa Devlin, Australien | Domare: Marek Maliszewski, Polen Vanessa Devlin, Australien |

| 5 | 24 juli 2021, 14:00 UTC+9 | ROC        | 19 – 9  | Kina    | Aomi Urban Sports Park, Tokyo                           |                                                         |
|   |                           | Frolkina 7 | Rapport | Wan J 4 | Domare: Vanessa Devlin, Australien Cecília Tóth, Ungern | Domare: Vanessa Devlin, Australien Cecília Tóth, Ungern |
|   |                           |            |         |         | Domare: Vanessa Devlin, Australien Cecília Tóth, Ungern | Domare: Vanessa Devlin, Australien Cecília Tóth, Ungern |
|   |                           |            |         |         | Domare: Vanessa Devlin, Australien Cecília Tóth, Ungern | Domare: Vanessa Devlin, Australien Cecília Tóth, Ungern |

| 22 | 25 juli 2021, 14:25 UTC+9 | Kina | 22 – 13 | Italien | Aomi Urban Sports Park, Tokyo |  |
|    |                           |      | Rapport |         |                               |  |
|    |                           |      |         |         |                               |  |
|    |                           |      |         |         |                               |  |

| 29 | 25 juli 2021, 21:00 UTC+9 | Kina | 20 – 13 | Frankrike | Aomi Urban Sports Park, Tokyo |  |
|    |                           |      | Rapport |           |                               |  |
|    |                           |      |         |           |                               |  |
|    |                           |      |         |           |                               |  |

| 33 | 26 juli 2021, 10:15 UTC+9 | Japan | 12 – 15 | Kina | Aomi Urban Sports Park, Tokyo |  |
|    |                           |       | Rapport |      |                               |  |
|    |                           |       |         |      |                               |  |
|    |                           |       |         |      |                               |  |

| 45 | 26 juli 2021, 21:00 UTC+9 | USA | 21 – 19 | Kina | Aomi Urban Sports Park, Tokyo |  |
|    |                           |     | Rapport |      |                               |  |
|    |                           |     |         |      |                               |  |
|    |                           |     |         |      |                               |  |

| 50 | 27 juli 2021, 13:55 UTC+9 | Kina | 21 – 8  | Mongoliet | Aomi Urban Sports Park, Tokyo |  |
|    |                           |      | Rapport |           |                               |  |
|    |                           |      |         |           |                               |  |
|    |                           |      |         |           |                               |  |

Kvartsfinal
| 59 | 27 juli 2021, 20:30 UTC+9 | Kina    | 19 – 13 | Italien             | Aomi Urban Sports Park, Tokyo                                 |                                                               |
|    |                           | Wang 11 | Rapport | Consolini, D'Alie 5 | Domare: Vanessa Devlin, Australien Vlad Ghizdareanu, Rumänien | Domare: Vanessa Devlin, Australien Vlad Ghizdareanu, Rumänien |
|    |                           |         |         |                     | Domare: Vanessa Devlin, Australien Vlad Ghizdareanu, Rumänien | Domare: Vanessa Devlin, Australien Vlad Ghizdareanu, Rumänien |
|    |                           |         |         |                     | Domare: Vanessa Devlin, Australien Vlad Ghizdareanu, Rumänien | Domare: Vanessa Devlin, Australien Vlad Ghizdareanu, Rumänien |

Semifinal
| 63 | 28 juli 2021, 18:10 UTC+9 | Kina | 14 – 21 | ROC | Aomi Urban Sports Park, Tokyo |  |
|    |                           |      | Rapport |     |                               |  |
|    |                           |      |         |     |                               |  |
|    |                           |      |         |     |                               |  |

Bronsmatch
| 65 | 28 juli 2021, 20:45 UTC+9 | Frankrike | 14 – 16 | Kina | Aomi Urban Sports Park, Tokyo |  |
|    |                           |           | Rapport |      |                               |  |
|    |                           |           |         |      |                               |  |
|    |                           |           |         |      |                               |  |

#### Herrar
Gruppspel
| Nr | Lag           | S | V | O | F | PF  | PM  | PS  | P  |
| -- | ------------- | - | - | - | - | --- | --- | --- | -- |
| 1  | Serbien       | 7 | 7 | 0 | 0 | 138 | 91  | +47 | 14 |
| 2  | Belgien       | 7 | 4 | 0 | 3 | 126 | 127 | −1  | 8  |
| 3  | Nederländerna | 7 | 4 | 0 | 3 | 133 | 129 | +4  | 8  |
| 4  | Lettland      | 7 | 4 | 0 | 3 | 132 | 129 | +3  | 8  |
| 5  | ROC           | 7 | 3 | 0 | 4 | 116 | 125 | −9  | 6  |
| 6  | Japan         | 7 | 2 | 0 | 5 | 123 | 134 | −11 | 4  |
| 7  | Polen         | 7 | 2 | 0 | 5 | 120 | 130 | −10 | 4  |
| 8  | Kina          | 7 | 2 | 0 | 5 | 119 | 142 | −23 | 4  |

| 4 | 24 juli 2021, 12:00 UTC+9 | Kina | 13 – 22 | Serbien  | Aomi Urban Sports Park, Tokyo                     |                                                   |
|   |                           | Hu 6 | Rapport | Bulut 11 | Domare: Marek Maliszewski, Polen Glenn Tuitt, USA | Domare: Marek Maliszewski, Polen Glenn Tuitt, USA |
|   |                           |      |         |          | Domare: Marek Maliszewski, Polen Glenn Tuitt, USA | Domare: Marek Maliszewski, Polen Glenn Tuitt, USA |
|   |                           |      |         |          | Domare: Marek Maliszewski, Polen Glenn Tuitt, USA | Domare: Marek Maliszewski, Polen Glenn Tuitt, USA |

| 7 | 24 juli 2021, 15:00 UTC+9 | ROC      | 21 – 13 | Kina | Aomi Urban Sports Park, Tokyo                 |                                               |
|   |                           | Zujev 12 | Rapport | Hu 6 | Domare: Glenn Tuitt, USA Cecília Tóth, Ungern | Domare: Glenn Tuitt, USA Cecília Tóth, Ungern |
|   |                           |          |         |      | Domare: Glenn Tuitt, USA Cecília Tóth, Ungern | Domare: Glenn Tuitt, USA Cecília Tóth, Ungern |
|   |                           |          |         |      | Domare: Glenn Tuitt, USA Cecília Tóth, Ungern | Domare: Glenn Tuitt, USA Cecília Tóth, Ungern |

| 23 | 25 juli 2021, 15:00 UTC+9 | Kina | 17 – 18 | Lettland | Aomi Urban Sports Park, Tokyo |  |
|    |                           |      | Rapport |          |                               |  |
|    |                           |      |         |          |                               |  |
|    |                           |      |         |          |                               |  |

| 31 | 25 juli 2021, 22:00 UTC+9 | Nederländerna | 21 – 18 | Kina | Aomi Urban Sports Park, Tokyo |  |
|    |                           |               | Rapport |      |                               |  |
|    |                           |               |         |      |                               |  |
|    |                           |               |         |      |                               |  |

| 35 | 26 juli 2021, 11:35 UTC+9 | Belgien | 20 – 21 | Kina | Aomi Urban Sports Park, Tokyo |  |
|    |                           |         | Rapport |      |                               |  |
|    |                           |         |         |      |                               |  |
|    |                           |         |         |      |                               |  |

| 44 | 26 juli 2021, 19:05 UTC+9 | Polen | 19 – 21 | Kina | Aomi Urban Sports Park, Tokyo |  |
|    |                           |       | Rapport |      |                               |  |
|    |                           |       |         |      |                               |  |
|    |                           |       |         |      |                               |  |

| 52 | 27 juli 2021, 15:05 UTC+9 | Kina | 16 – 21 | Japan | Aomi Urban Sports Park, Tokyo |  |
|    |                           |      | Rapport |       |                               |  |
|    |                           |      |         |       |                               |  |
|    |                           |      |         |       |                               |  |

## Brottning
Fristil
| Idrottare     | Gren             | Åttondelsfinal        | Kvartsfinal               | Semifinal             | Återkval              | Final / BM           | Final / BM |
| Idrottare     | Gren             | Motståndare Resultat  | Motståndare Resultat      | Motståndare Resultat  | Motståndare Resultat  | Motståndare Resultat | Placering  |
| ------------- | ---------------- | --------------------- | ------------------------- | --------------------- | --------------------- | -------------------- | ---------- |
| Liu Minghu    | Herrarnas 57 kg  | Abdullaev (UZB) L 1–3 | Gick inte vidare          | Gick inte vidare      | Gick inte vidare      | Gick inte vidare     | 12         |
| Lin Zushen    | Herrarnas 86 kg  | Ambrocio (PER) W 4–0  | Punia (IND) L 1–3         | Gick inte vidare      | Gick inte vidare      | Gick inte vidare     | 7          |
| Deng Zhiwei   | Herrarnas 125 kg | Kozyrev (ROC) W 3–1   | Petriasjvili (GEO) L 1–3  | Gick inte vidare      | Kamal (EGY) W 3–1     | Zare (IRI) L 0–3     | 5          |
| Sun Yanan     | Damernas 50 kg   | Guzmán (CUB) W 3–1    | Livatj (UKR) W 3–1        | Hildebrandt (USA) W   | Bye                   | Susaki (JPN) L 0–4   | 2          |
| Pang Qianyu   | Damernas 53 kg   | Hérin (CUB) W 3–0     | Winchester (USA) W        | Kaladzinskaja (BLR) W | Bye                   | Mukaida (JPN) L 1–3  | 2          |
| Rong Ningning | Damernas 57 kg   | Maroulis (USA) L 1–3  | Gick inte vidare          | Gick inte vidare      | Gick inte vidare      | Gick inte vidare     | 10         |
| Long Jia      | Damernas 62 kg   | Miracle (USA) W 3–1   | Koljadenko (UKR) L 0–5    | Gick inte vidare      | Gick inte vidare      | Gick inte vidare     | 9          |
| Zhou Feng     | Damernas 68 kg   | Sánchez (CUB) W 4–1   | Mensah (USA) L 0–4        | Gick inte vidare      | Dosho (JPN) L 1–3     | Gick inte vidare     | 7          |
| Zhou Qian     | Damernas 76 kg   | Belinska (UKR) W 3–1  | Rotter-Focken (GER) L 1–3 | Gick inte vidare      | Marzaljuk (BLR) W 3–1 | Minagawa (JPN) W 5–0 | 3          |

Grekisk-romersk stil
| Idrottare       | Gren            | Åttondelsfinal        | Kvartsfinal          | Semifinal            | Återkval             | Final / BM           | Final / BM |
| Idrottare       | Gren            | Motståndare Resultat  | Motståndare Resultat | Motståndare Resultat | Motståndare Resultat | Motståndare Resultat | Placering  |
| --------------- | --------------- | --------------------- | -------------------- | -------------------- | -------------------- | -------------------- | ---------- |
| Walihan Sailike | Herrarnas 60 kg | Kinsinger (GER) W 3–1 | Fumita (JPN) L 1–3   | Gick inte vidare     | Fergat (ALG) W 3–1   | Temirov (UKR) W 3–1  | 3          |
| Peng Fei        | Herrarnas 87 kg | Sid Azara (ALG) L 1–4 | Gick inte vidare     | Gick inte vidare     | Gick inte vidare     | Gick inte vidare     | 16         |

## Fotboll
Kinas damlandslag i fotboll kvalificerade sig genom de asiatiska kvalturneringarna.
Spelartrupp
En första trupp på 26 fotbollsspelare blev uttagen den 8 juni 2021. Den slutgiltiga truppen på 22 fotbollsspelare meddelades den 7 juli 2021. Den 9 juli 2021 blev Jin Kun ersatt av Chen Qiaozhu.
Förbundskapten: Jia Xiuquan
| Nr | Pos. | Namn          | Födelsedatum (ålder)     | Matcher | Mål |      | Klubb                     |
| -- | ---- | ------------- | ------------------------ | ------- | --- | ---- | ------------------------- |
| 1  | MV   | Zhu Yu        | 23 juli 1997 (23 år)     | 1       | 0   | Kina | Wuhan Jianghan University |
| 2  | F    | Li Mengwen    | 28 mars 1995 (26 år)     | 7       | 0   | Kina | Jiangsu                   |
| 3  | F    | Lin Yuping    | 28 februari 1992 (29 år) | 17      | 0   | Kina | Meizhou Hakka             |
| 4  | MF   | Li Qingtong   | 14 april 1999 (22 år)    | 1       | 0   | Kina | Meizhou Hakka             |
| 5  | F    | Wu Haiyan     | 26 februari 1993 (28 år) | 120     | 2   | Kina | Wuhan Jianghan University |
| 6  | MF   | Zhang Xin     | 23 maj 1992 (29 år)      | 9       | 2   | Kina | Shanghai Shengli          |
| 7  | MF   | Wang Shuang   | 23 januari 1995 (26 år)  | 106     | 29  | Kina | Wuhan Jianghan University |
| 8  | MF   | Wang Yan      | 22 augusti 1991 (29 år)  | 30      | 0   | Kina | Beijing BG Phoenix        |
| 9  | MF   | Miao Siwen    | 24 januari 1995 (26 år)  | 1       | 0   | Kina | Shanghai Shengli          |
| 10 | MF   | Wang Yanwen   | 27 mars 1999 (22 år)     | 0       | 0   | Kina | Beijing BG Phoenix        |
| 11 | A    | Wang Shanshan | 27 januari 1990 (31 år)  | 136     | 52  | Kina | Tianjin Shengde           |
| 12 | MV   | Peng Shimeng  | 12 maj 1998 (23 år)      | 30      | 0   | Kina | Jiangsu                   |
| 13 | MF   | Yang Lina     | 13 april 1994 (27 år)    | 19      | 2   | Kina | Shanghai Shengli          |
| 14 | MF   | Liu Jing      | 28 april 1998 (23 år)    | 0       | 0   | Kina | Changchun Dazhong Zhuoyue |
| 15 | A    | Yang Man      | 2 november 1995 (25 år)  | 16      | 3   | Kina | Shandong Sports Lottery   |
| 16 | F    | Wang Xiaoxue  | 20 oktober 1994 (26 år)  | 2       | 0   | Kina | Jiangsu                   |
| 17 | F    | Luo Guiping   | 20 april 1993 (28 år)    | 8       | 0   | Kina | Meizhou Hakka             |
| 18 | A    | Wurigumula    | 26 augusti 1996 (24 år)  | 0       | 0   | Kina | Changchun Dazhong Zhuoyue |
| 19 | MF   | Wang Ying     | 18 november 1997 (23 år) | 3       | 0   | Kina | Wuhan Jianghan University |
| 20 | A    | Xiao Yuyi     | 10 januari 1996 (25 år)  | 30      | 4   | Kina | Shanghai Shengli          |
| 21 | MF   | Chen Qiaozhu  | 8 september 1999 (21 år) | 0       | 0   | Kina | Meizhou Hakka             |
| 22 | MV   | Ding Xuan     | 11 februari 1989 (32 år) | 0       | 0   | Kina | Shanghai Shengli          |

Gruppspel
|  | Kvalificerade till kvartsfinal som gruppetta eller grupptvåa |
|  | Möjlighet att avancera till kvartsfinal som grupptrea        |

| Nr | Lag           | S | V | O | F | GM | IM | MS  | P |
| -- | ------------- | - | - | - | - | -- | -- | --- | - |
| 1  | Nederländerna | 3 | 2 | 1 | 0 | 21 | 8  | +13 | 7 |
| 2  | Brasilien     | 3 | 2 | 1 | 0 | 9  | 3  | +6  | 7 |
| 3  | Zambia        | 3 | 0 | 1 | 2 | 7  | 15 | −8  | 1 |
| 4  | Kina          | 3 | 0 | 1 | 2 | 6  | 17 | −11 | 1 |

| 3           | 21 juli 2021 | Kina | 0 – 5           | Brasilien                                                 | Miyagi Stadium                         |                                        |
| 17:00 UTC+9 | 17:00 UTC+9  |      | (0 – 2) Rapport | 9′, 74′ Marta 22′ Debinha 82′ (str.) Andressa 89′ Beatriz | Rifu Domare: Kateryna Monzul (Ukraina) | Rifu Domare: Kateryna Monzul (Ukraina) |
| 17:00 UTC+9 | 17:00 UTC+9  |      |                 |                                                           | Rifu Domare: Kateryna Monzul (Ukraina) | Rifu Domare: Kateryna Monzul (Ukraina) |
| 17:00 UTC+9 | 17:00 UTC+9  |      |                 |                                                           | Rifu Domare: Kateryna Monzul (Ukraina) | Rifu Domare: Kateryna Monzul (Ukraina) |

| 9           | 24 juli 2021 | Kina                                 | 4 – 4           | Zambia                                                   | Miyagi Stadium                         |                                        |
| 17:00 UTC+9 | 17:00 UTC+9  | Wang Shuang 6′, 22′, 23′, 84′ (str.) | (3 – 2) Rapport | 15′ Racheal Kundananji 43′ (str.), 46′, 69′ Barbra Banda | Rifu Domare: Melissa Borjas (Honduras) | Rifu Domare: Melissa Borjas (Honduras) |
| 17:00 UTC+9 | 17:00 UTC+9  |                                      |                 |                                                          | Rifu Domare: Melissa Borjas (Honduras) | Rifu Domare: Melissa Borjas (Honduras) |
| 17:00 UTC+9 | 17:00 UTC+9  |                                      |                 |                                                          | Rifu Domare: Melissa Borjas (Honduras) | Rifu Domare: Melissa Borjas (Honduras) |

| 15          | 27 juli 2021 | Nederländerna | 8 – 2   | Kina                              | International Stadium Yokohama              |                                             |
| 20:30 UTC+9 | 20:30 UTC+9  | Shanice van de Sanden 12′ Lineth Beerensteyn 37′, 45+2′ Lieke Martens 47′, 70′ Vivianne Miedema 65′, 76′ Victoria Pelova 71′ | (3 – 1) | 28′ Wang Shanshan 69′ Wang Yanwen | Yokohama Domare: Salima Mukansanga (Rwanda) | Yokohama Domare: Salima Mukansanga (Rwanda) |
| 20:30 UTC+9 | 20:30 UTC+9  | |         |                                   | Yokohama Domare: Salima Mukansanga (Rwanda) | Yokohama Domare: Salima Mukansanga (Rwanda) |
| 20:30 UTC+9 | 20:30 UTC+9  | |         |                                   | Yokohama Domare: Salima Mukansanga (Rwanda) | Yokohama Domare: Salima Mukansanga (Rwanda) |

## Golf
| Spelare       | Gren              | Omgång 1 | Omgång 2 | Omgång 3 | Omgång 4 | Total | Total    | Total     |
| Spelare       | Gren              | Poäng    | Poäng    | Poäng    | Poäng    | Poäng | Från par | Placering |
| ------------- | ----------------- | -------- | -------- | -------- | -------- | ----- | -------- | --------- |
| Wu Ashun      | Herrarnas tävling | 72       | 71       | 67       | 66       | 276   | −8       | T32       |
| Yuan Yechun   | Herrarnas tävling | 69       | 68       | 70       | 71       | 278   | −6       | T38       |
| Feng Shanshan | Damernas tävling  | 74       | 64       | 68       | 67       | 273   | −11      | 8         |
| Lin Xiyu      | Damernas tävling  | 71       | 66       | 69       | 68       | 274   | −10      | T9        |

## Simning
Herrar
| Simmare                                       | Gren             | Heat     | Heat      | Semi-final       | Semi-final       | Final            | Final            |
| Simmare                                       | Gren             | Tid      | Placering | Tid              | Placering        | Tid              | Placering        |
| --------------------------------------------- | ---------------- | -------- | --------- | ---------------- | ---------------- | ---------------- | ---------------- |
| Cheng Long                                    | 800 m frisim     | 7.58,71  | 27        | i.u.             | i.u.             | Gick inte vidare | Gick inte vidare |
| Cheng Long                                    | 1 500 m frisim   | 15.18,71 | 24        | i.u.             | i.u.             | Gick inte vidare | Gick inte vidare |
| He Junyi                                      | 100 m frisim     | 48,50    | 18        | Gick inte vidare | Gick inte vidare | Gick inte vidare | Gick inte vidare |
| Ji Xinjie                                     | 200 m frisim     | 1.46,86  | 21        | Gick inte vidare | Gick inte vidare | Gick inte vidare | Gick inte vidare |
| Ji Xinjie                                     | 400 m frisim     | 3.48,27  | 19        | i.u.             | i.u.             | Gick inte vidare | Gick inte vidare |
| Qin Haiyang                                   | 200 m bröstsim   | DSQ      | DSQ       | Gick inte vidare | Gick inte vidare | Gick inte vidare | Gick inte vidare |
| Qin Haiyang                                   | 200 m medley     | 1.58,95  | =26       | Gick inte vidare | Gick inte vidare | Gick inte vidare | Gick inte vidare |
| Sun Jiajun                                    | 100 m fjärilsim  | 51,74    | 16 Q      | 51,82            | 13               | Gick inte vidare | Gick inte vidare |
| Wang Shun                                     | 200 m medley     | 1.57,42  | 7 Q       | 1.56,22          | 1 Q              | 1.55,00 0AR0     | 1                |
| Wang Shun                                     | 400 m medley     | 4.10,63  | 10        | i.u.             | i.u.             | Gick inte vidare | Gick inte vidare |
| Xu Jiayu                                      | 100 m ryggsim    | 52,70    | 3 Q       | 52,94            | 6 Q              | 52,51            | 5                |
| Xu Jiayu                                      | 200 m ryggsim    | 1.57,76  | 15 Q      | Drog sig ur      | Drog sig ur      | Gick inte vidare | Gick inte vidare |
| Yan Zibei                                     | 100 m bröstsim   | 58,75    | 5 Q       | 58,72            | 4 Q              | 58,99            | 6                |
| Yu Hexin                                      | 50 m frisim      | 22,14    | =19       | Gick inte vidare | Gick inte vidare | Gick inte vidare | Gick inte vidare |
| Hong Jinquan Ji Xinjie Wang Shun Zhang Ziyang | 4 × 200 m frisim | 7.08,27  | 9         | i.u.             | i.u.             | Gick inte vidare | Gick inte vidare |
| He Junyi Sun Jiajun Xu Jiayu Yan Zibei        | 4 × 100 m medley | 3.31,72  | 4 Q       | i.u.             | i.u.             | DSQ              | DSQ              |

Damer
| Simmare                                                                                   | Gren               | Heat          | Heat      | Semifinal        | Semifinal        | Final            | Final            |
| Simmare                                                                                   | Gren               | Tid           | Placering | Tid              | Placering        | Tid              | Placering        |
| ----------------------------------------------------------------------------------------- | ------------------ | ------------- | --------- | ---------------- | ---------------- | ---------------- | ---------------- |
| Chen Jie                                                                                  | 100 m ryggsim      | 1.00,07       | 22        | Gick inte vidare | Gick inte vidare | Gick inte vidare | Gick inte vidare |
| Li Bingjie                                                                                | 200 m frisim       | 1.59,03       | 20        | Gick inte vidare | Gick inte vidare | Gick inte vidare | Gick inte vidare |
| Li Bingjie                                                                                | 400 m frisim       | 4.01,57       | 2 Q       | i.u.             | i.u.             | 4:01.08          | 3                |
| Li Bingjie                                                                                | 800 m frisim       | 8.22,49       | 10        | i.u.             | i.u.             | Gick inte vidare | Gick inte vidare |
| Li Bingjie                                                                                | 1 500 m frisim     | 15.59,92      | 10        | i.u.             | i.u.             | Gick inte vidare | Gick inte vidare |
| Liu Yaxin                                                                                 | 200 m ryggsim      | 2.08,36       | 5 Q       | 2.08,65          | 6 Q              | 2.08,48          | 8                |
| Peng Xuwei                                                                                | 100 m ryggsim      | 59,78         | 9 Q       | 59,98            | 12               | Gick inte vidare | Gick inte vidare |
| Peng Xuwei                                                                                | 200 m ryggsim      | 2.09,03       | 7 Q       | 2.08,76          | 8 Q              | 2.08,26          | 7                |
| Tang Muhan                                                                                | 400 m frisim       | 4.04,07       | 8 Q       | i.u.             | i.u.             | 4.04,10          | 5                |
| Tang Qianting                                                                             | 100 m bröstsim     | 1.06,47       | 10 Q      | 1.06,63          | 10               | Gick inte vidare | Gick inte vidare |
| Wang Jianjiahe                                                                            | 800 m frisim       | 8.20,58       | 8 Q       | i.u.             | i.u.             | 8.21,93          | 5                |
| Wang Jianjiahe                                                                            | 1 500 m frisim     | 15.41,49 0AR0 | 2 Q       | i.u.             | i.u.             | 15.46,37         | 4                |
| Wu Qingfeng                                                                               | 50 m frisim        | 24,55         | 10 Q      | 24,32            | =8 Q             | 24,32            | =5               |
| Wu Qingfeng                                                                               | 100 m frisim       | 53,87         | =18 Q     | 54,86            | 16               | Gick inte vidare | Gick inte vidare |
| Xin Xin                                                                                   | 10 km öppet vatten | i.u.          | i.u.      | i.u.             | i.u.             | 2:00.10,1        | 8                |
| Yang Junxuan                                                                              | 100 m frisim       | 53,02         | 8 Q       | Drog sig ur      | Drog sig ur      | Gick inte vidare | Gick inte vidare |
| Yang Junxuan                                                                              | 200 m frisim       | 1.56,17       | 6 Q       | 1.55,98          | 4 Q              | 1.55,01          | 4                |
| Yu Jingyao                                                                                | 200 m bröstsim     | 2.23,17       | 8 Q       | 2.24,76          | 12               | Gick inte vidare | Gick inte vidare |
| Yu Liyan                                                                                  | 200 m fjärilsim    | 2.08,36       | 3 Q       | 2.07,04          | 5 Q              | 2.07,85          | 6                |
| Yu Yiting                                                                                 | 200 m medley       | 2.10,22       | 8 Q       | 2.09,72          | 4 Q              | 2.09,57          | 5                |
| Yu Yiting                                                                                 | 400 m medley       | 4.41,64       | 11        | i.u.             | i.u.             | Gick inte vidare | Gick inte vidare |
| Zhang Yufei                                                                               | 50 m frisim        | 24,36         | 6 Q       | 24,32            | =8               | Gick inte vidare | Gick inte vidare |
| Zhang Yufei                                                                               | 100 m fjärilsim    | 55,82         | =1 Q      | 55,89            | 1 Q              | 55,64            | 2                |
| Zhang Yufei                                                                               | 200 m fjärilsim    | 2.07,50       | 1 Q       | 2.04,89          | 1 Q              | 2.03,86 0OR0     | 1                |
| Ai Yanhan Cheng Yujie Wu Qingfeng Zhu Menghui                                             | 4 × 100 m frisim   | 3.35,07       | 6 Q       | i.u.             | i.u.             | 3.34,76 0AR0     | 7                |
| Dong Jie[a] Li Bingjie Tang Muhan Yang Junxuan Zhang Yifan[a] Zhang Yufei                 | 4 × 200 m frisim   | 7.48,98       | 3 Q       | i.u.             | i.u.             | 7.40,33 0VR0     | 1                |
| Chen Jie[a] Peng Xuwei Tang Qianting Wu Qingfeng[a] Yang Junxuan Yu Yiting[a] Zhang Yufei | 4 × 100 m medley   | 3.57,70       | 8 Q       | i.u.             | i.u.             | 3.54,13          | 4                |

Mixed
| Simmare                                     | Gren             | Heat    | Heat      | Final   | Final     |
| Simmare                                     | Gren             | Tid     | Placering | Tid     | Placering |
| ------------------------------------------- | ---------------- | ------- | --------- | ------- | --------- |
| Xu Jiayu Yan Zibei Yang Junxuan Zhang Yufei | 4 × 100 m medley | 3.42,29 | 3 Q       | 3.38,86 | 2         |

a  Simmade endast i försöken.

## Taekwondo
Sex kinesiska taekwondoutövare deltog i spelen.
| Idrottare    | Gren             | Inledande omgång     | Åttondelsfinaler            | Kvartsfinaler           | Semifinaler            | Återkval                | Final                | Final            |
| Idrottare    | Gren             | Motståndare Resultat | Motståndare Resultat        | Motståndare Resultat    | Motståndare Resultat   | Motståndare Resultat    | Motståndare Resultat | Pl.              |
| ------------ | ---------------- | -------------------- | --------------------------- | ----------------------- | ---------------------- | ----------------------- | -------------------- | ---------------- |
| Wu Jingyu    | Damernas −49 kg  | bye                  | Pouryounes (EOR) W 24–3 PTG | Cerezo (ESP) L 2–33 PTG | Gick inte vidare       | Bogdanović (SRB) L 9–12 | Gick inte vidare     | 7                |
| Zhou Lijun   | Damernas −57 kg  | bye                  | Adamkiewicz (POL) W 31–17   | Alizadeh (EOR) L 8–9    | Gick inte vidare       | Gick inte vidare        | Gick inte vidare     | Gick inte vidare |
| Zhang Mengyu | Damernas −67 kg  | i.u.                 | Tursunkulova (UZB) W 12–9   | Gbagbi (CIV) L 9–21     | Gick inte vidare       | Gick inte vidare        | Gick inte vidare     | Gick inte vidare |
| Zheng Shuyin | Damernas +67 kg  | i.u.                 | Ávila (HON) W 20–1          | Laurin (FRA) L 6–14     | Gick inte vidare       | Gick inte vidare        | Gick inte vidare     | Gick inte vidare |
| Zhao Shuai   | Herrarnas −68 kg | bye                  | Sediqi (EOR) W 22–20        | Pié (DOM) W 13–8        | Sinden (GBR) L 25–33   | bye                     | Lee (KOR) W 17–15    | 3                |
| Sun Hongyi   | Herrarnas +80 kg | i.u.                 | Cho (GBR) W 7–4             | Šapina (CRO) W 8–6      | Larin (ROC) L 3–30 PTG | bye                     | Alba (CUB) L 4–5     | 5                |

## Triathlon
En triatlet tävlade för Kina vid spelen.
| Triathlet      | Gren               | Simning | T1   | Cykling | T2     | Löpning | Total tid | Placering |
| -------------- | ------------------ | ------- | ---- | ------- | ------ | ------- | --------- | --------- |
| Zhong Mengying | Damernas triathlon | 19.53   | 0.45 | Varvad  | Varvad | Varvad  | Varvad    | Varvad    |

## Tyngdlyftning
Herrar
| Idrottare   | Gren  | Ryck     | Ryck      | Stöt     | Stöt      | Totalt   | Placering |
| Idrottare   | Gren  | Resultat | Placering | Resultat | Placering | Totalt   | Placering |
| ----------- | ----- | -------- | --------- | -------- | --------- | -------- | --------- |
| Li Fabin    | 61 kg | 141      | 1         | 172 0OR0 | 1         | 313 0OR0 | 1         |
| Chen Lijun  | 67 kg | 145      | 4         | 187 0OR0 | 1         | 332 0OR0 | 1         |
| Shi Zhiyong | 73 kg | 166 0OR0 | 1         | 198 0OR0 | 1         | 364 0VR0 | 1         |
| Lü Xiaojun  | 81 kg | 170 0OR0 | 1         | 204 0OR0 | 1         | 374 0OR0 | 1         |

Damer
| Idrottare   | Gren   | Ryck     | Ryck      | Stöt     | Stöt      | Totalt   | Placering |
| Idrottare   | Gren   | Resultat | Placering | Resultat | Placering | Totalt   | Placering |
| ----------- | ------ | -------- | --------- | -------- | --------- | -------- | --------- |
| Hou Zhihui  | 49 kg  | 94 0OR0  | 1         | 116 0OR0 | 1         | 210 0OR0 | 1         |
| Liao Qiuyun | 55 kg  | 97       | 2         | 126      | 2         | 223      | 2         |
| Wang Zhouyu | 87 kg  | 120      | 1         | 150      | 1         | 270      | 1         |
| Li Wenwen   | +87 kg | 140 0OR0 | 1         | 180 0OR0 | 1         | 320 0OR0 | 1         |